# Dohňany
Dohňany és un poble i municipi d'Eslovàquia que es troba a la regió de Trenčín. La primera menció escrita de la vila es remunta al 1471.

## Demografia
| Godina             | 1994 | 2004   | 2014   | 2024   |
| ------------------ | ---- | ------ | ------ | ------ |
| Nombre de persones | 1714 | 1757   | 1755   | 1903   |
| Diferència         |      | +2,50% | −0,11% | +8,43% |

| Godina             | 2023 | 2024   |
| ------------------ | ---- | ------ |
| Nombre de persones | 1901 | 1903   |
| Diferència         |      | +0,10% |